# Zaniemyśl (gmina)
Zaniemyśl est une gmina rurale du powiat de Środa Wielkopolska, Grande-Pologne, dans le centre-ouest de la Pologne. Son siège est le village de Zaniemyśl, qui se situe environ 12 km au sud-ouest de Środa Wielkopolska et 33 km au sud-est de la capitale régionale Poznań.
La gmina couvre une superficie de 106,76 km2 pour une population de 6 529 habitants en 2011.

## Géographie

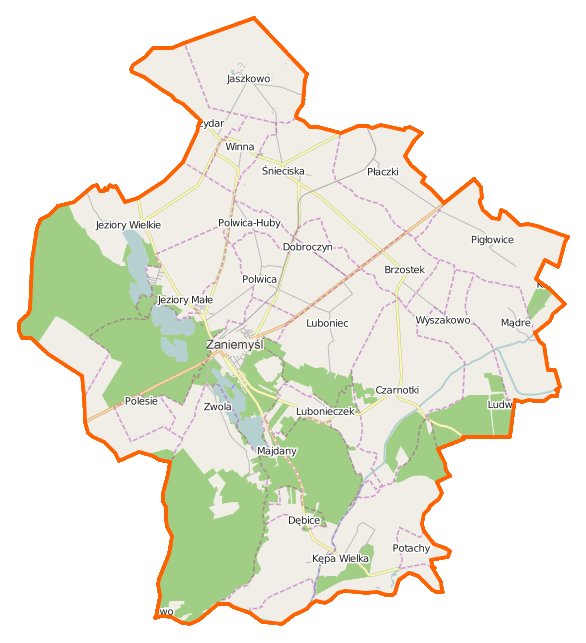
Plan de la gmina.

Outre le village de Zaniemyśl, la gmina inclut les villages de:
- Bożydar
- Brzostek
- Czarnotki
- Jaszkowo
- Jeziory Wielkie
- Józefowo
- Kępa Wielka
- Konstantynowo
- Łękno
- Luboniec
- Lubonieczek
- Ludwikowo
- Mądre
- Pigłowice
- Płaczki
- Polesie
- Polwica
- Śnieciska
- Winna
- Zwola

### Gminy voisines
La gmina de Zaniemyśl est bordée des gminy de :
- Kórnik
- Krzykosy
- Książ Wielkopolski
- Śrem
- Środa Wielkopolska

## Structure du terrain
D'après les données de 2002, la superficie de la commune de Zaniemyśl est de 106,76 km², répartis comme tel :
- terres agricoles : 65%
- forêts : 25%

La commune représente 17,13% de la superficie du powiat.

## Démographie
Données du 30 juin 2004 :
| Description        | Total  | Total | Femmes | Femmes | Hommes | Hommes |
| ------------------ | ------ | ----- | ------ | ------ | ------ | ------ |
| Unité              | Nombre | %     | Nombre | %      | Nombre | %      |
| population         | 6 163  | 100   | 3 191  | 51,8   | 2 972  | 48,2   |
| Densité (hab./km²) | 57,7   | 57,7  | 29,9   | 29,9   | 27,8   | 27,8   |